# Mitchell Pearson
Mitchell Pearson (* 16. Februar 1987 in Wollongong) ist ein australischer Bahn- und Straßenradrennfahrer.
Mitchell Pearson wurde 2005 bei der australischen Bahnradmeisterschaft jeweils Dritter in der Einerverfolgung und im Punktefahren der Juniorenklasse. Bei der Juniorenweltmeisterschaft in Wien gewann er jeweils die Bronzemedaille in der Mannschaftsverfolgung und im Madison. Auf der Straße schaffte Pearson es 2009 bei drei Etappen der Herald Sun Tour unter die besten Zehn. Seit 2010 fährt er für das australische Team Virgin Blue-RBS Morgans.

## Erfolge
2005
- Weltmeisterschaft – Mannschaftsverfolgung (Junioren) mit Zakkari Dempster, Cameron Meyer und Matthew Pettit
- Weltmeisterschaft – Madison (Junioren) mit Cameron Meyer

## Teams
- 2010 Virgin Blue-RBS Morgans